# Яцусиро (залив)
Яцусиро (яп. 八代海 яцусиро-кай, «Море Яцусиро») — закрытый залив на западе Кюсю, на японском побережье Восточно-Китайского моря, расположен в префектурах Кагосима и Кумамото.
Площадь залива составляет около 1200 км², длина — 70-75 км, средняя ширина — 10-15 км. Приливная амплитуда составляет около 3 м во внешней и около 4 м во внутренней части залива. В северной части расположены ватты площадью 46 км².
Средняя глубина залива составляет 23 м, максимальная — 54 м.
Южная и северо-западная части залива площадью 1532 км² считается экологически или биологически значимой морской зоной (яп. 生物多様性の観点から重要度の高い海域), охраняется множество видов рыб, беспозвоночных и птиц. Подобным образом охраняются и ватты в северо-восточной части залива.
С 1980-х годов экологическая обстановка в заливе ухудшается, наблюдается цветение воды.
Наблюдается повышенное содержание ртути, особенно в районе залива Минамата (город Минамата).